# ¡Embustero!
"¡Embustero!" (título original en inglés: "Liar!") es un cuento de ciencia ficción de Isaac Asimov publicado en el ejemplar de mayo de 1941 de la revista Astounding Science Fiction y reimpreso en las colecciones Yo, Robot (1950) y El robot completo (1982). Fue la tercera historia de robots positrónicos en ser publicada.

## Argumento
A través de un fallo en la fabricación, un robot, RB-34 (Herbie) es creado y tiene la habilidad de leer mentes. Mientras los roboticistas en Hombres Mecánicos y Robots de E.U. (U.S. Robots and Mechanical Men) están intentando analizar qué sucedió y porqué, el robot les dice lo que las demás personas están pensando. Pero la Primera Ley se sigue aplicando a este robot, así que miente deliberadamente cuando es necesario para evitar lastimar sus sentimientos, especialmente en términos del problema que estaba inicialmente dispuesto a resolverse. Sin embargo, mintiendo, está lastimándolos de todas maneras. Cuando es enfrentado por este hecho por Susan Calvin (a la que le dijo una mentira particularmente dolorosa para ella cuando fue demostrada falsa), el robot experimenta un conflicto irresoluble, que termina en un total bloqueo mental.
La aplicación de las tres leyes de la robótica es de nuevo el tema aquí, como en muchas otras historias de Asimov, pero en términos de telepatía. La ambigüedad léxica que es explorada aquí es la definición de herida, teniendo el robot que tomar en cuenta heridas psicológicas así como físicas.
La historia es también un prematuro ejemplo del tema "No computable" (Does not compute): una inteligencia artificial siendo incapaz de resolver disonancia cognitiva y elevada autodestrucción.
Otro robot telepático llamado R. Giskard Reventlov fue después añadido por Asimov en la novela Los robots del amanecer, que toma lugar mucho después de ¡Embustero! y que sus eventos serían considerados míticos.
En 1969 esta historia fue adaptada en un episodio de la serie de televisión británica "Out of the Unknown" (en español: Fuera de lo desconocido).

## Adaptaciones
- El robot embustero (1966), cortometraje dirigido por Antonio de Lara.[2]